# Sommer-Militärweltspiele 2019/Leichtathletik
Die Leichtathletikwettbewerbe bei den Militärweltspielen 2019 in Wuhan wurden vom 22. bis zum 27. Oktober im Wuhan Five Rings Sports Center ausgetragen.

## Ergebnisse Männer

### 100 m
| Platz | Athlet                  | Land | Zeit (s) |
| ----- | ----------------------- | ---- | -------- |
| 1     | Hassan Taftian          | IRI  | 10,24    |
| 2     | Paulo André de Oliveira | BRA  | 10,32    |
| 3     | Amaury Golitin          | FRA  | 10,35    |
| 4     | Serhij Smelyk           | UKR  | 10,39    |
| 5     | Abdo Barka              | BRN  | 10,45    |
| 6     | Noureddine Hadid        | LBN  | 10,62    |
|       | Rashid Abdulraouf       | BRN  | DSQ      |
|       | Kim Kuk-young           | KOR  | DNS      |

22. Oktober
Wind: −0,5 m/s

### 200 m
| Platz | Athlet                    | Land | Zeit (s) |
| ----- | ------------------------- | ---- | -------- |
| 1     | Aldemir da Silva Júnior   | BRA  | 20,31 CR |
| 2     | Serhij Smelyk             | UKR  | 20,58    |
| 3     | Yancarlos Martínez        | DOM  | 20,62    |
| 4     | Fahhad Mohammed al-Subaie | KSA  | 20,91    |
| 5     | Emmanuel Eseme            | CMR  | 21,10    |
| 6     | Noureddine Hadid          | LBN  | 21,10    |
| 7     | Saad Mubarak              | BRN  | 21,14    |
|       | Salem Eid Yaqoob          | BRN  | DSQ      |

24. Oktober
Wind: +0,1 m/s

### 400 m
| Platz | Athlet          | Land | Zeit (s) |
| ----- | --------------- | ---- | -------- |
| 1     | Abubakar Abbas  | BRN  | 45,84    |
| 2     | Mazen al-Yassin | KSA  | 46,24    |
| 3     | Musa Isah       | BRN  | 46,70    |
| 4     | Muhammed Anas   | IND  | 46,86    |
| 5     | Vladimir Aceti  | ITA  | 47,05    |
| 6     | Łukasz Krawczuk | POL  | 47,18    |
| 7     | Yavuz Can       | TUR  | 47,88    |
| 8     | Aruna Dharshana | SRI  | 48,07    |

22. Oktober

### 800 m
| Platz | Athlet            | Land | Zeit (min) |
| ----- | ----------------- | ---- | ---------- |
| 1     | Michał Rozmys     | POL  | 1:49,00    |
| 2     | Cornelius Tuwei   | KEN  | 1:49,20    |
| 3     | Abraham Rotich    | BRN  | 1:49,36    |
| 4     | Mohamed Belbachir | ALG  | 1:50,01    |
| 5     | Hamada Mohamed    | EGY  | 1:50,64    |
| 6     | Abdessalem Ayouni | TUN  | 1:51,88    |
| 7     | Cosmin Trofin     | ROU  | 1:52,47    |
|       | Som Bahadur Kumal | NEP  | DNF        |

23. Oktober

### 1500 m
| Platz | Athlet             | Land | Zeit (min) |
| ----- | ------------------ | ---- | ---------- |
| 1     | Michał Rozmys      | POL  | 3:46,33    |
| 2     | Hicham Ouladha     | MAR  | 3:46,44    |
| 3     | Marcin Lewandowski | POL  | 3:46,61    |
| 4     | Mohammed Tiouali   | BRN  | 3:47,89    |
| 5     | Jinson Johnson     | IND  | 3:49,34    |
| 6     | Charles Simotwo    | KEN  | 3:50,48    |
| 7     | Ali Fahimi         | IRI  | 3:51,95    |
| 8     | Wellington Varevi  | ZIM  | 3:53,19    |

26. Oktober

### 5000 m
| Platz | Athlet         | Land | Zeit (min) |
| ----- | -------------- | ---- | ---------- |
| 1     | Birhanu Balew  | BRN  | 14:08,99   |
| 2     | Amanal Petros  | GER  | 14:09,16   |
| 3     | Peter Ndegwa   | KEN  | 14:09,23   |
| 4     | Jamal Hitrane  | MAR  | 14:09,24   |
| 5     | Anthony Rotich | USA  | 14:11,03   |
| 6     | Faraja Damas   | TAN  | 14:12,98   |
| 7     | Lawi Lalang    | USA  | 14:14,41   |
| 8     | Joseph Panga   | TAN  | 14:14,63   |

26. Oktober

### 10.000 m
| Platz | Athlet                 | Land | Zeit (min) |
| ----- | ---------------------- | ---- | ---------- |
| 1     | Mohamed Reda el-Aaraby | MAR  | 28:44,25   |
| 2     | Amanal Petros          | GER  | 28:44,30   |
| 3     | Hamza Sahli            | MAR  | 28:56,68   |
| 4     | Emanuel Gisamoda       | TAN  | 29:06,81   |
| 5     | Elkanah Kibet          | USA  | 29:07,92   |
| 6     | Marco Sylvester Monko  | TAN  | 29:14,14   |
| 7     | Debesay Teklemariam    | ERI  | 29:14,61   |
| 8     | Mehdi Frère            | FRA  | 29:23,59   |

23. Oktober

### Marathon
| Platz | Athlet                         | Land | Zeit (h)   |
| ----- | ------------------------------ | ---- | ---------- |
| 1     | Shumi Dechasa                  | BHR  | 2:08:28 CR |
| 2     | Alphonce Simbu                 | TAN  | 2:11:16    |
| 3     | John Hakizimana                | RWA  | 2:11:19    |
| 4     | Tseweenrawdangiin Bjambadschaw | MGL  | 2:12:56    |
| 5     | Henryk Szost                   | POL  | 2:13:00    |
| 6     | Arkadiusz Gardzielewski        | POL  | 2:13:31    |
| 7     | Marcin Chabowski               | POL  | 2:16:43    |
| 8     | Kyle King                      | USA  | 2:16:56    |

27. Oktober

### Marathon Teamwertung
| Platz | Land               | Athleten | Zeit (h) |
| ----- | ------------------ | --- | -------- |
| 1     | Polen              | Henryk Szost – 2:13:00 (5.) Arkadiusz Gardzielewski – 2:13:31 (6.) Marcin Chabowski – 2:16:43 (7.) Mariusz Giżyński – 2:17:21 (11.)                                                       | 6:43:14  |
| 2     | Nordkorea          | Pak Kum Dang – 2:17:04 (9.) Kim Kwang-hyok – 2:18:03 (14.) Ri Yong-nam – 2:18:13 (17.) | 6:53:20  |
| 3     | Frankreich         | James Theuri – 2:17:12 (10.) Matthias Eymard – 2:17:51 (13.) Romain Courcières – 2:18:31 (19.) Mathieu Brulet – 2:27:32 (36.)                                                             | 6:53:34  |
| 4     | Südkorea           | Choi Min-yong – 2:17:50 (12.) Kim Ji-ho – 2:19:56 (21.) Shin Kwang-sik – 2:20:39 (23.) | 6:58:25  |
| 5     | Vereinigte Staaten | Kyle King – 2:16:56 (8.) Patrick Hearn – 2:20:28 (22.) Samson Mutua – 2:22:17 (27.) | 6:59:41  |
| 6     | Mongolei           | Tseweenrawdangiin Bjambadschaw – 2:12:56 (4.) Odkhuu Galerdene – 2:22:04 (26.) Lkhagvasuren Lkhagva – 2:27:39 (37.)                                                                       | 7:02:39  |
| 7     | Ecuador            | Manuel Gustavo Cañar Sandoval – 2:23:12 (28.) Marco Antonio Erazo Montero – 2:26:29 (32.) Walter Gilberto Silva Campoverde – 2:26:49 (34.) Luis Enrique Cacuango Cacuango – 2:35:15 (53.) | 7:16:30  |
| 8     | Türkei             | Hamza Aydoğan – 2:24:38 (30.) Mustafa İncesu – 2:27:59 (39.) Mehmet Soytürk – 2:31:58 (48.)                                                                                               | 7:24:35  |

### 110 m Hürden
| Platz | Athlet                  | Land | Zeit (s) |
| ----- | ----------------------- | ---- | -------- |
| 1     | Sergei Schubenkow       | RUS  | 13,40    |
| 2     | Zeng Jianhang           | CHN  | 13,53    |
| 3     | Yaqoub Mohamed al-Youha | KUW  | 13,60    |
| 4     | Amine Bouanani          | ALG  | 13,78    |
| 5     | Artur Noga              | POL  | 13,78    |
| 6     | Brahian Peña            | SUI  | 14,08    |
| 7     | Rio Maholtra            | INA  | 14,12    |
| 8     | Marcus Maxey            | USA  | 14,13    |

23. Oktober
Wind: +0,1 m/s

### 400 m Hürden
| Platz | Athlet                     | Land | Zeit (s) |
| ----- | -------------------------- | ---- | -------- |
| 1     | Mahdi Pirjahan             | IRI  | 49,61    |
| 2     | Abdelmalik Lahoulou        | ALG  | 49,68    |
| 3     | Patryk Dobek               | POL  | 49,69    |
| 4     | Jabir Madari Pillyalil     | IND  | 49,75    |
| 5     | Timofei Tschaly            | RUS  | 50,27    |
| 6     | Márcio Teles               | BRA  | 50,85    |
| 7     | Santhosh Kumar Tamilarasan | IND  | 52,53    |
|       | Hamid Saleem               | KUW  | DNS      |

24. Oktober

### 3000 m Hindernis
| Platz | Athlet            | Land | Zeit (min) |
| ----- | ----------------- | ---- | ---------- |
| 1     | Benjamin Kigen    | KEN  | 8:24,50    |
| 2     | Bilal Tabti       | ALG  | 8:28,71    |
| 3     | Yoann Kowal       | FRA  | 8:29,72    |
| 4     | Altobeli da Silva | BRA  | 8:30,47    |
| 5     | Krystian Zalewski | POL  | 8:32,26    |
| 6     | Frankline Tonui   | USA  | 8:43,30    |
| 7     | John Koech        | BRN  | 8:43,50    |
| 8     | Ali al-Amri       | KSA  | 8:45,04    |

24. Oktober

### 4 × 100 m Staffel
| Platz | Land                    | Athleten                                                                                        | Zeit (s) |
| ----- | ----------------------- | ----------------------------------------------------------------------------------------------- | -------- |
| 1     | Brasilien               | Rodrigo do Nascimento Aldemir da Silva Júnior Derick Silva Paulo André de Oliveira              | 38,68 CR |
| 2     | Oman                    | Fatek Adnan Awadh Bait Qisan Barakat al-Harthi Mohamed Obaid al-Saadi Abdulaziz Samir al-Riyami | 39,51    |
| 3     | Dominikanische Republik | Christopher Valdez Yohandris Andújar Lidio Féliz Yancarlos Martínez                             | 39,54    |
| 4     | Thailand                | Jamras Rittidet Nutthapong Veeravongratanasiri Jirapong Meenapra Bandit Chuangchai              | 39,81    |
| 5     | Südkorea                | Choi Min-suk Cho Kyu-won Lee Jae-ha Park Tae-geon                                               | 39,82    |
| 6     | Sri Lanka               | Fazil Udayar Chanuka Sandeepa Mohammed Safan Himasha Eashan                                     | 40,06    |
| 7     | Kamerun                 | Mayoumendam Zounedou Adrin Virgil Zendong Idriss Lele Emmanuel Eseme                            | 42,29    |
| 8     | Venezuela               | Jairyson Villarroel Alfonso Estrano Wilfredo Boada Ruben Breto                                  | 43,73    |

24. Oktober

### 4 × 400 m Staffel
| Platz | Land          | Athleten                                                                                 | Zeit (min) |
| ----- | ------------- | ---------------------------------------------------------------------------------------- | ---------- |
| 1     | Bahrain       | Musa Isah Saad Mubarak Salem Eid Yaqoob Abubakar Abbas                                   | 3:06,20    |
| 2     | Polen         | Łukasz Krawczuk Jakub Krzewina Przemysław Waściński Patryk Dobek                         | 3:06,36    |
| 3     | Algerien      | Slimane Moula Yassine Hethat Mohamed Belbachir Abdelmalik Lahoulou                       | 3:06,67    |
| 4     | Indien        | Kunhu Muhammed Santhosh Kumar Tamilarasan Jabir Madari Pillyalil Muhammed Anas           | 3:06,81    |
| 5     | Brasilien     | Artur Terezan Alexander Russo Aldemir Junior Lucas Carvalho                              | 3:06,82    |
| 6     | Südkorea      | Lee Jae-ha Choi Dong-baek Park Seong-soo Park Tae-geon                                   | 3:09,06    |
| 7     | Oman          | Youssef Thani al-Omrani Othman al-Busaidi Hatem al-Badri Wail al-Shandoudi               | 3:10,52    |
|       | Saudi-Arabien | Abdullah Rizqallah Mulahyi Fahhad Mohammed al-Subaie Meshal Yahya Mahutan Mazen al-Yasen | DNS        |

26. Oktober

### 20 km Gehen
| Platz | Athlet               | Land | Zeit (h) |
| ----- | -------------------- | ---- | -------- |
| 1     | Xu Hao               | CHN  | 1:22:18  |
| 2     | Wiktor Schumik       | UKR  | 1:23:18  |
| 3     | Miroslav Úradník     | SVK  | 1:24:16  |
| 4     | Irfan Kolothum Thodi | IND  | 1:25:09  |
| 5     | Nathaniel Seiler     | GER  | 1:25:19  |
| 6     | Kittiphong Chonduang | THA  | 1:38:09  |
| 7     | Jorge Armando Ruiz   | COL  | 1:48:07  |
| 8     | Zaw Win Tun          | MYA  | 1:49:26  |

25. Oktober

### 50 km Gehen
| Platz | Athlet           | Land | Zeit (h) |
| ----- | ---------------- | ---- | -------- |
| 1     | Wang Qin         | CHN  | 3:51:56  |
| 2     | Dsmitryj Dsjubin | BLR  | 3:53:14  |
| 3     | Serhij Budsa     | UKR  | 4:26:03  |

25. Oktober

### Hochsprung
| Platz | Athlet            | Land | Höhe (m) |
| ----- | ----------------- | ---- | -------- |
| 1     | Ilja Iwanjuk      | RUS  | 2,20     |
| 2     | Majd Eddin Ghazal | SYR  | 2,20     |
| 3     | Thomas Carmoy     | BEL  | 2,15     |
| 4     | Chen Ji           | CHN  | 2,10     |
| 5     | Wiktor Lonskyj    | UKR  | 2,10     |
| 5     | Yun Seung-hyun    | KOR  | 2,10     |
| 7     | Talles Silva      | BRA  | 2,10     |
| 8     | Maksim Nedassekau | BLR  | 2,05     |
| 8     | Norbert Kobielski | POL  | 2,05     |

22. Oktober

### Stabhochsprung
| Platz | Athlet              | Land | Höhe (m) |
| ----- | ------------------- | ---- | -------- |
| 1     | Paweł Wojciechowski | POL  | 5,60     |
| 2     | Augusto Dutra       | BRA  | 5,50     |
| 3     | Georgi Gorochow     | RUS  | 5,40     |
| 4     | Karsten Dilla       | GER  | 5,30     |
| 5     | Ishara Sandaruwan   | SRI  | 4,80     |
|       | Daniel Clemens      | GER  | NM       |
|       | Hichem Cherabi      | ALG  | NM       |
|       | Han Du-hyeon        | KOR  | NM       |

24. Oktober

### Weitsprung
| Platz | Athlet                | Land | Weite (m) |
| ----- | --------------------- | ---- | --------- |
| 1     | Wang Jianan           | CHN  | 8,15      |
| 2     | Huang Changzhou       | CHN  | 8,12      |
| 3     | Yasser Triki          | ALG  | 8,08      |
| 4     | Greshan Dhananjaya    | SRI  | 7,81      |
| 5     | Nguyễn Tiến Trọng     | VIE  | 7,78      |
| 6     | Wladyslaw Masur       | UKR  | 7,73      |
| 7     | Tomasz Jaszczuk       | POL  | 7,65      |
| 8     | Paulo Sérgio Oliveira | BRA  | 7,64      |

24. Oktober

### Dreisprung
| Platz | Athlet             | Land | Weite (m) |
| ----- | ------------------ | ---- | --------- |
| 1     | Zhu Yaming         | CHN  | 17,09     |
| 2     | Tomáš Veszelka     | SVK  | 17,09     |
| 3     | Yasser Triki       | ALG  | 17,08     |
| 4     | Dmitri Sorokin     | RUS  | 17,03     |
| 5     | Almir dos Santos   | BRA  | 16,78     |
| 6     | Alexei Fjodorow    | RUS  | 16,64     |
| 7     | Alexsandro Melo    | BRA  | 16,46     |
| 8     | Greshan Dhananjaya | SRI  | 16,25     |

26. Oktober

### Kugelstoßen
| Platz | Athlet              | Land | Weite (m) |
| ----- | ------------------- | ---- | --------- |
| 1     | Darlan Romani       | BRA  | 22,36 CR  |
| 2     | Konrad Bukowiecki   | POL  | 21,84     |
| 3     | Bob Bertemes        | LUX  | 20,66     |
| 4     | Mohamed Magdi Hamza | EGY  | 20,54     |
| 5     | Jakub Szyszkowski   | POL  | 20,37     |
| 6     | Tejinder Pal Singh  | IND  | 20,36     |
| 7     | Mostafa Amr Hassan  | EGY  | 20,11     |
| 8     | Alexander Lesnoi    | RUS  | 19,61     |

22. Oktober

### Diskuswurf
| Platz | Athlet                   | Land | Weite (m) |
| ----- | ------------------------ | ---- | --------- |
| 1     | Alin Alexandru Firfirică | ROU  | 63,88     |
| 2     | Alexei Chudjakow         | RUS  | 61,64     |
| 3     | Wiktor Butenko           | RUS  | 59,65     |
| 4     | Martin Kupper            | EST  | 59,56     |
| 5     | Torben Brandt            | GER  | 57,80     |
| 6     | Zoltán Kővágó            | HUN  | 56,47     |
| 7     | Musaeb al-Momani         | JOR  | 55,93     |
| 8     | Raphail Antoniou         | CYP  | 54,39     |

23. Oktober

### Hammerwurf
| Platz | Athlet             | Land | Weite (m) |
| ----- | ------------------ | ---- | --------- |
| 1     | Wojciech Nowicki   | POL  | 77,38     |
| 2     | Jewgeni Korotowski | RUS  | 75,26     |
| 3     | Denis Lukjanow     | RUS  | 72,44     |
| 4     | Suhrob Xoʻjayev    | UZB  | 71,53     |
| 5     | Mostafa el-Gamel   | EGY  | 68,74     |
| 6     | Allan Wolski       | BRA  | 68,11     |
| 7     | Guo Kun            | CHN  | 65,68     |
| 8     | Wagner Domingos    | BRA  | 64,04     |

26. Oktober

### Speerwurf
| Platz | Athlet            | Land | Weite (m) |
| ----- | ----------------- | ---- | --------- |
| 1     | Shivpal Singh     | IND  | 83,33     |
| 2     | Marcin Krukowski  | POL  | 78,17     |
| 3     | Sumeda Ranasinghe | SRI  | 75,35     |
| 4     | Oliver Helander   | FIN  | 74,62     |
| 5     | Abhishek Singh    | IND  | 74,54     |
| 6     | Bae You-il        | KOR  | 74,33     |
| 7     | Toni Kuusela      | FIN  | 72,47     |
| 8     | Bruno Schürch     | SUI  | 71,34     |

24. Oktober

## Ergebnisse Frauen

### 100 m
| Platz | Athletin              | Land | Zeit (s) |
| ----- | --------------------- | ---- | -------- |
| 1     | Carolle Zahi          | FRA  | 11,36    |
| 2     | Rosângela Santos      | BRA  | 11,39    |
| 3     | Vitória Cristina Rosa | BRA  | 11,40    |
| 4     | Ge Manqi              | CHN  | 11,42    |
| 5     | Nigina Sharipova      | UZB  | 11,56    |
| 6     | Anna Bongiorni        | ITA  | 11,66    |
| 7     | Natacha Ngoye Akamabi | CGO  | 11,81    |
| 8     | Edidiong Odiong       | BRN  | 11,94    |

22. Oktober
Wind: +0,4 m/s

### 200 m
| Platz | Athletin              | Land | Zeit (s) |
| ----- | --------------------- | ---- | -------- |
| 1     | Maja Mihalinec        | SLO  | 23,15    |
| 2     | Marileidy Paulino     | DOM  | 23,18    |
| 3     | Anna Kiełbasińska     | POL  | 23,33    |
| 4     | Nigina Sharipova      | UZB  | 23,59    |
| 5     | Natacha Ngoye Akamabi | CGO  | 23,65    |
| 6     | Irene Siragusa        | ITA  | 23,76    |
| 7     | Edidiong Odiong       | BRN  | 23,82    |
|       | Gloria Hooper         | ITA  | DNS      |

24. Oktober
Wind: −0,3 m/s

### 400 m
| Platz | Athletin                 | Land | Zeit (s) |
| ----- | ------------------------ | ---- | -------- |
| 1     | Salwa Eid Naser          | BRN  | 50,15 CR |
| 2     | Polina Miller            | RUS  | 51,49    |
| 3     | Justyna Święty-Ersetic   | POL  | 52,19    |
| 4     | Małgorzata Hołub-Kowalik | POL  | 52,42    |
| 5     | Xenija Aksjonowa         | RUS  | 52,57    |
| 6     | Iman Essa Jasim          | BRN  | 52,88    |
| 7     | Nadeesha Ramanayake      | SRI  | 53,41    |
| 8     | Kateryna Klymjuk         | UKR  | 53,62    |

22. Oktober

### 800 m
| Platz | Athletin               | Land | Zeit (min) |
| ----- | ---------------------- | ---- | ---------- |
| 1     | Natalija Pryschtschepa | UKR  | 2:05,14    |
| 2     | Nimali Liyanarachchi   | SRI  | 2:06,14    |
| 3     | Nelly Jepkosgei        | BRN  | 2:06,50    |
| 4     | Sade Sealy             | BAR  | 2:06,66    |
| 5     | Jarinter Mawia         | KEN  | 2:09,29    |
| 6     | Florina Ștefana        | ROU  | 2:09,84    |
| 7     | Annette Melcher        | USA  | 2:10,45    |
| 8     | Gayanthika Abeyrathne  | SRI  | 2:11,08    |

23. Oktober

### 1500 m
| Platz | Athletin               | Land | Zeit (min) |
| ----- | ---------------------- | ---- | ---------- |
| 1     | Winny Chebet           | KEN  | 4:25,22    |
| 2     | Natalija Pryschtschepa | UKR  | 4:26,63    |
| 3     | Nelly Jepkosgei        | BRN  | 4:26,97    |
| 4     | María Pía Fernández    | URU  | 4:27,78    |
| 5     | Roxana Bârcă           | ROU  | 4:27,88    |
| 6     | Florina Ștefana        | ROU  | 4:29,44    |
| 7     | Tigist Gashaw          | BRN  | 4:31,15    |
| 8     | Nimali Liyanarachchi   | SRI  | 4:31,85    |

25. Oktober

### 5000 m
| Platz | Athletin               | Land | Zeit (min) |
| ----- | ---------------------- | ---- | ---------- |
| 1     | Helalia Johannes       | NAM  | 15:14,23   |
| 2     | Winfred Mutile Yavi    | BRN  | 15:15,93   |
| 3     | Irine Jepchumba Kimais | KEN  | 15:29,74   |
| 4     | Tigist Gashaw          | BRN  | 15:31,56   |
| 5     | Dolshi Tesfu           | ERI  | 15:43,38   |
| 6     | Wolha Masuronak        | BLR  | 15:46,29   |
| 7     | Roxana Bârcă           | ROU  | 15:48,03   |
| 8     | Magdalena Shauri       | TAN  | 15:48,28   |

24. Oktober

### Marathon
| Platz | Athletin            | Land | Zeit (h) |
| ----- | ------------------- | ---- | -------- |
| 1     | Eunice Chumba       | BRN  | 2:30:10  |
| 2     | Pak Il-sim          | PRK  | 2:30:26  |
| 3     | Li Dan              | CHN  | 2:30:33  |
| 4     | Kim Hye-song        | PRK  | 2:30:51  |
| 5     | Izabela Paszkiewicz | POL  | 2:31:39  |
| 6     | Aleksandra Lisowska | POL  | 2:31:40  |
| 7     | Monika Andrzejczak  | POL  | 2:31:56  |
| 8     | Kim Hyang-ok        | PRK  | 2:32:41  |

27. Oktober

### Marathon Teamwertung
| Platz | Land                | Athletinnen | Zeit (h) |
| ----- | ------------------- | --- | -------- |
| 1     | Nordkorea           | Pak Il-sim – 2:30:26 (2.) Kim Hye-song – 2:30:51 (4.) Kim Hyang-ok – 2:32:41 (8.)                                                                            | 7:33:58  |
| 2     | Polen               | Izabela Paszkiewicz – 2:31:39 (5.) Aleksandra Lisowska – 2:31:40 (6.) Monika Andrzejczak – 2:31:56 (7.) Olga Kalendarowa-Ochal – 2:37:02 (11.)               | 7:35:15  |
| 3     | Volksrepublik China | Li Dan – 2:30:33 (3.) Ma Yugui – 2:39:39 (12.) Zheng Zhiling – 2:40:46 (13.)                                                                                 | 7:50:58  |
| 4     | Mongolei            | Bajartsogtyn Mönchdsajaa – 2:35:39 (9.) Galbadrakh Khishigsaikhan – 2:35:47 (10.) Chuluunkhuu Shintsetseg – 2:45:33 (16.) Dovdon Badamkhatan – 2:49:06 (18.) | 7:56:59  |
| 5     | Vereinigte Staaten  | Lindsay Carrick – 2:43:43 (14.) Katherine Irgens – 2:51:37 (20.) Amy Natalini – 2:53:53 (22.)                                                                | 8:29:13  |
| 6     | Spanien             | Ana Erika Rodulfo – 2:54:56 (24.) Patricia Cabedo Serrano – 2:54:56 (25.) Cristina Loeda Soto – 3:00:33 (28.) Henar Fernandez Ramos – 3:05:06 (31.)          | 8:50:25  |
| 7     | Deutschland         | Rebecca Robisch – 2:44:56 (15.) Anne Richter – 3:05:39 (32.) Isabell Rabe – 3:06:59 (34.)                                                                    | 8:57:34  |
| 8     | Rumänien            | Ionela Ecaterina Puia – 2:52:55 (21.) Laura Diana Popescu – 3:08:31 (36.) Elena Moagă – 3:24:42 (40.) Mihaela Botezan – 3:34:00 (42.)                        | 9:26:08  |

### 100 m Hürden
| Platz | Athletin              | Land | Zeit (s) |
| ----- | --------------------- | ---- | -------- |
| 1     | Kazjaryna Paplauskaja | BLR  | 13,36    |
| 2     | Hanna Plotizyna       | UKR  | 13,40    |
| 3     | Hanna Tschubkowzowa   | UKR  | 13,66    |
| 4     | Fabiana Moraes        | BRA  | 14,25    |
| 5     | Milica Emini          | SRB  | 14,50    |
| 6     | Tara van Schie        | NED  | 15,86    |
|       | Aminat Jamal          | BRN  | DNF      |

25. Oktober
Wind: 0,0 m/s

### 400 m Hürden
| Platz | Athletin           | Land | Zeit (s) |
| ----- | ------------------ | ---- | -------- |
| 1     | Aminat Jamal       | BRN  | 55,12 CR |
| 2     | Hanna Ryschykowa   | UKR  | 55,23    |
| 3     | Wera Rudakowa      | RUS  | 55,66    |
| 4     | Joanna Linkiewicz  | POL  | 57,15    |
| 5     | Walerija Andrejewa | RUS  | 57,30    |
| 6     | Marija Mykolenko   | UKR  | 57,72    |
| 7     | Wanja Stambolowa   | BUL  | 62,77    |

24. Oktober

### 3000 m Hindernis
| Platz | Athletin                | Land | Zeit (min) |
| ----- | ----------------------- | ---- | ---------- |
| 1     | Winfred Mutile Yavi     | BRN  | 9:19,24 CR |
| 2     | Maruša Mišmaš           | SLO  | 9:24,47    |
| 3     | Luiza Gega              | ALB  | 9:26,35    |
| 4     | Mercy Wanjiru           | KEN  | 9:39,58    |
| 5     | U. K. Nilani Rathnayaka | SRI  | 9:48,38    |
| 6     | Susan Tanui             | USA  | 10:53,12   |
| 7     | Elaine Cañizalez        | VEN  | 12:28,81   |

22. Oktober

### 4 × 100 m Staffel
| Platz | Land                | Athletinnen                                                                        | Zeit (s) |
| ----- | ------------------- | ---------------------------------------------------------------------------------- | -------- |
| 1     | Brasilien           | Bruna Farias Vitória Cristina Rosa Lorraine Martins Rosângela Santos               | 43,29 CR |
| 2     | Volksrepublik China | Yuan Qiqi Wang Xuan Kong Lingwei Ge Manqi                                          | 43,45    |
| 3     | Bahrain             | Hajar al-Khaldi Iman Essa Jasim Edidiong Odiong Salwa Eid Naser                    | 44,24    |
| 4     | Ukraine             | Wiktorija Ratnikowa Jana Katschur Hanna Plotizyna Hanna Tschubkowzowa              | 44,64    |
| 5     | Polen               | Justyna Święty-Ersetic Marika Popowicz-Drapała Anna Kiełbasińska Joanna Linkiewicz | 44,80    |
| 6     | Italien             | Jessica Paoletta Irene Siragusa Anna Bongiorni Marta Milani                        | 44,95    |

24. Oktober

### 4 × 400 m Staffel
| Platz | Land                | Athletinnen                                                                           | Zeit (min) |
| ----- | ------------------- | ------------------------------------------------------------------------------------- | ---------- |
| 1     | Polen               | Anna Kiełbasińska Małgorzata Hołub-Kowalik Joanna Linkiewicz Justyna Święty-Ersetic   | 3:27,84 CR |
| 2     | Russland            | Aljona Mamina Wera Rudakowa Xenija Aksjonowa Polina Miller                            | 3:28,09    |
| 3     | Ukraine             | Marija Mykolenko Anastassija Bryshina Kateryna Klymjuk Hanna Ryschykowa               | 3:33,68    |
| 4     | Bahrain             | Aminat Jamal Nelly Jepkosgei Fatima Moubarak Iman Essa Jasim                          | 3:38,24    |
| 5     | Sri Lanka           | Upamalika Rathnakumari Nimali Liyanarachchi Gayanthika Abeyrathne Nadeesha Ramanayake | 3:43,33    |
| 6     | Volksrepublik China | Ma Chengna Xie Zeru Wang Yu Jiang Yifan                                               | 3:47,64    |

26. Oktober

### 20 km Gehen
| Platz | Athletin          | Land | Zeit (h) |
| ----- | ----------------- | ---- | -------- |
| 1     | Yang Jiayu        | CHN  | 1:30:03  |
| 2     | Yin Hang          | CHN  | 1:33:16  |
| 3     | Teresa Zurek      | GER  | 1:37:44  |
| 4     | Nadseja Daraschuk | BLR  | 1:40:56  |

25. Oktober

### Hochsprung
| Platz | Athletin              | Land | Höhe (m) |
| ----- | --------------------- | ---- | -------- |
| 1     | Marija Lassizkene     | RUS  | 2,01 CR  |
| 2     | Julija Lewtschenko    | UKR  | 1,92     |
| 3     | Iryna Heraschtschenko | UKR  | 1,90     |
| 4     | Daniela Stanciu       | ROU  | 1,84     |
| 5     | Shelley Spires        | USA  | 1,75     |
| 5     | Nadiya Dusanova       | UZB  | 1,75     |
| 7     | Hoda Hagras           | EGY  | 1,75     |
| 8     | Lorena Aires          | URU  | 1,75     |

23. Oktober

### Weitsprung
| Platz | Athletin       | Land | Weite (m) |
| ----- | -------------- | ---- | --------- |
| 1     | Hilary Kpatcha | FRA  | 6,54      |
| 2     | Maryse Luzolo  | GER  | 6,49      |
| 3     | Eliane Martins | BRA  | 6,39      |
| 4     | Sarangi Silva  | SRI  | 6,15      |
| 5     | Chen Ting      | CHN  | 6,15      |
| 6     | Lu Minjia      | CHN  | 5,99      |
| 7     | Ana José Tima  | DOM  | 5,88      |
| 8     | Hoda Hagras    | EGY  | 5,88      |

23. Oktober

### Dreisprung
| Platz | Athletin          | Land | Weite (m) |
| ----- | ----------------- | ---- | --------- |
| 1     | Olga Rypakowa     | KAZ  | 14,19     |
| 2     | Ottavia Cestonaro | ITA  | 13,78     |
| 3     | Ana José Tima     | DOM  | 13,54     |
| 4     | Chen Ting         | CHN  | 13,38     |
| 5     | Vidusha Lakshani  | SRI  | 12,64     |
| 6     | Nadiya Dusanova   | UZB  | 12,18     |

25. Oktober

### Kugelstoßen
| Platz | Athletin          | Land | Weite (m) |
| ----- | ----------------- | ---- | --------- |
| 1     | Paulina Guba      | POL  | 18,22     |
| 2     | Gao Yang          | CHN  | 17,85     |
| 3     | Noora Salem Jasim | BRN  | 17,70     |
| 4     | Bian Ka           | CHN  | 17,50     |
| 5     | Klaudia Kardasz   | POL  | 16,68     |
| 6     | Katharina Maisch  | GER  | 16,57     |
| 7     | Geisa Arcanjo     | BRA  | 16,50     |
| 8     | Julija Leanzjuk   | BLR  | 16,15     |

23. Oktober

### Diskuswurf
| Platz | Athletin                  | Land | Weite (m) |
| ----- | ------------------------- | ---- | --------- |
| 1     | Feng Bin                  | CHN  | 64,83     |
| 2     | Fernanda Martins          | BRA  | 61,60     |
| 3     | Chrysoula Anagnostopoulou | GRE  | 58,27     |
| 4     | Swjatlana Sjarowa         | BLR  | 52,38     |
| 5     | Veronika Domjan           | SLO  | 51,11     |
| 6     | Noora Salem Jasim         | BRN  | 49,40     |
| 7     | Edwige Angounougou        | CMR  | 42,02     |
| 8     | Teniesah Cort             | GUY  | 30,52     |

24. Oktober

### Hammerwurf
| Platz | Athletin              | Land | Weite (m) |
| ----- | --------------------- | ---- | --------- |
| 1     | Wang Zheng            | CHN  | 69,34     |
| 2     | Martina Hrašnová      | SVK  | 68,89     |
| 3     | Malwina Kopron        | POL  | 67,12     |
| 4     | Jelisaweta Zarewa     | RUS  | 66,63     |
| 5     | Liu Tingting          | CHN  | 65,61     |
| 6     | Bianca Ghelber        | ROU  | 65,32     |
| 7     | Barbara Špiler        | SLO  | 64,77     |
| 8     | Anastassija Kalamojez | BLR  | 61,93     |

22. Oktober

### Speerwurf
| Platz | Athletin              | Land | Weite (m) |
| ----- | --------------------- | ---- | --------- |
| 1     | Zhang Li              | CHN  | 63,06 CR  |
| 2     | Laila Ferrer de Silva | BRA  | 56,02     |
| 3     | Nadeeka Lakmali       | SRI  | 52,73     |
| 4     | Avione Allgood        | USA  | 52,68     |
| 5     | Géraldine Ruckstuhl   | SUI  | 49,74     |
| 6     | Ana Mirela Țermure    | ROU  | 41,88     |
| 7     | Teniesah Cort         | GUY  | 36,84     |

25. Oktober